# Rosaster florifer
Rosaster florifer är en sjöstjärneart som först beskrevs av Alcock 1893.  Rosaster florifer ingår i släktet Rosaster och familjen ledsjöstjärnor. Inga underarter finns listade i Catalogue of Life.